# María Victoria Cervantes
María Victoria Gutiérrez Cervantes (Guadalajara, 26 de fevereiro de 1927) é uma cantora e atriz mexicana. Pertence à chamada Época de Ouro do cinema mexicano. É mais conhecida por interpretar Felipa em Sortilégio.

## Filmografia

### Televisão
- La malquerida (2014).... Participação especial
- Sortilegio (2009).... Felipa
- De pocas, pocas pulgas (2003).... Doña Inés
- Siempre te amaré (2000).... Columba Enriqueta Pardo
- Cuento de Navidad (1999-2000).... Inocência
- Desencuentro (1997-1998).... Julia
- María José (1995).... Pachita
- Baila conmigo (telenovela, 1992)
- Sallón de beleza (comédia, 1985)
- La pasión de Isabela (telenovela, 1984)
- Mujer, casos de la vida real (episódio "Mãe só há duas")
- Las chambas de Paquita (1984)
- Teatro Follies (1983)
- Mis huéspedes (1980-1983)
- La criada bien criada (comédia, 1972-1979)
- Premier Orfeón (1964)
- Domingos Herdez (1962)

## Prêmios

### Prêmios de TV
| Ano  | Categoria             | Telenovela               | Resultado |
| ---- | --------------------- | ------------------------ | --------- |
| 2003 | Melhor primeira atriz | De poucas, poucas pulgas | Indicado  |

- Prêmio especial: "Toda uma vida no palco" (2010)